# Fabio Petrucci
Fabio Petrucci (Siena, 1505 – Spoleto, 29 settembre 1529) è stato un politico italiano, a capo della signoria di Siena dal 1523 al 1525.

## Biografia

Stemma della famiglia Petrucci

Fabio Petrucci nacque a Siena nel 1505. Era il figlio minore del celebre Pandolfo Petrucci e di Aurelia Borghesi, figlia del letterato e politico Niccolò Borghesi (della famiglia più nota come Borghese). A partire dal 1487 il padre di Fabio, Pandolfo, aveva progressivamente conquistato il controllo della Repubblica di Siena, instaurando la signoria della famiglia Petrucci e rendendosi importante coprotagonista delle complesse vicende italiane dell'epoca.
Alla morte di Pandolfo nel 1512, il potere passò al figlio primogenito Borghese Petrucci. Secondo le volontà testamentarie di Pandolfo, al secondogenito - il cardinale Alfonso Petrucci - fu affidato il compito di fare da tutore al più piccolo dei fratelli, Fabio. Nel marzo 1516 Borghese Petrucci - già entrato in contrasto con il papa Leone X, appartenente alla famiglia dei Medici - fu deposto e sostituito dal cugino Raffaello Petrucci, allora vescovo di Grosseto e prossimo al cardinalato. Costui intraprese subito una politica di indirizzo filo-mediceo, mentre Borghese e Fabio furono costretti all'esilio presso Napoli e spossessati del patrimonio ereditato alla morte del padre.
Nel 1522, dopo la morte di Raffaello, Fabio poté tornare a Siena ed acquisire nuovamente il possesso dei suoi beni. Il 29 dicembre di quello stesso anno entrò a far parte del Collegio di Balia. Il potere di signoria sulla Repubblica fu inizialmente affidato ad un altro cugino, Francesco Petrucci. Tuttavia, già nel 1523 Fabio ottenne la signoria e - su proposta del nuovo papa di famiglia medicea Clemente VII - sposò Caterina Medici, figlia di Galeotto, nonostante i senesi fedeli al padre Pandolfo avessero manifestato la propria contrarietà. Nel settembre del 1524 Fabio Petrucci dovette fuggire da Siena a causa di un grande tumulto e pochi mesi dopo la sua signoria poté considerarsi conclusa.
Il 1 dicembre 1526, per volontà di papa Clemente VII, Fabio Petrucci divenne governatore e castellano di Spoleto, carica ricoperta fino alla morte, avvenuta a soli 24 anni, il 29 settembre 1529. In precedenza non aveva rinunciato al vano tentativo di riprendere la signoria di Siena. Dalla moglie Caterina ebbe cinque figli: un maschio (morto da bambino) e quattro femmine. Le uniche figlie a sopravvivere all'infanzia furono Pandolfina ed Agnese.
Stando alle ricostruzioni dello storico siciliano Filadelfo Mugnos, quando Fabio era ancora soggiornante presso il Regno di Napoli, egli avrebbe contratto un primo matrimonio con Camilla Colonna, da cui sarebbe nato Giovanni, poi cresciuto da un parente appartenente alla famiglia Molloy di Roano, di origine francese. Nei decenni successivi i discendenti di Giovanni ricoprirono cariche di medio e alto livello presso la corte napoletana.